# Théorème de Wittenbauer

Parallélogramme de Wittenbauer- cas d'un quadrilatère convexe

En géométrie, le parallélogramme de Wittenbauer est un parallélogramme obtenu à partir d'un quadrilatère quelconque en découpant chaque côté de celui-ci en trois segments de même taille et en traçant les droites passant par deux points adjacents à un même sommet.
Il porte le nom de l'ingénieur autrichien Ferdinand Wittenbauer (de).
À ce parallélogramme est associé le théorème de Wittenbauer qui précise que, dans le cas d'un quadrilatère ABCD non croisé, les centres de masse du parallélogramme et du quadrilatère, considérés comme des plaques homogènes, sont confondus.

## Parallélogramme de Wittenbauer
D'après le théorème de Thalès, les droites joignant deux points adjacents d'un même sommet sont toujours parallèles à la diagonale opposée à ce sommet. Les droites ainsi construites sont deux à deux parallèles et dessinent un parallélogramme pour peu que les diagonales soient sécantes. C'est le cas pour tous les quadrilatères non croisés et pour les quadrilatères croisés non associés à un trapèze.
|  |  |

De plus, le centre O du parallélogramme, le point d'intersection I des diagonales et l'isobarycentre G du quadrilatère de départ sont alignés.

Parallélogramme de Wittenbauer- Alignement de I intersection des diagonales, O centre du parallélogramme et G isobarycentre des points A, B, C et D

En effet, on peut prouver aisément, en utilisant le théorème de Thalès, que :
{\displaystyle {\overrightarrow {IP}}={\frac {2}{3}}{\overrightarrow {IA}}+{\frac {2}{3}}{\overrightarrow {IB}}}
et que
{\displaystyle {\overrightarrow {IR}}={\frac {2}{3}}{\overrightarrow {IC}}+{\frac {2}{3}}{\overrightarrow {ID}}}.
Comme
{\displaystyle {\overrightarrow {IO}}={\frac {1}{2}}{\overrightarrow {IP}}+{\frac {1}{2}}{\overrightarrow {IR}}},
on a
{\displaystyle {\overrightarrow {IO}}={\frac {1}{3}}{\overrightarrow {IA}}+{\frac {1}{3}}{\overrightarrow {IB}}+{\frac {1}{3}}{\overrightarrow {IC}}+{\frac {1}{3}}{\overrightarrow {ID}}={\frac {4}{3}}{\overrightarrow {IG}}},
Enfin, l'aire du parallélogramme est toujours égale aux huit neuvièmes de l'aire du quadrilatère convexe de départ.

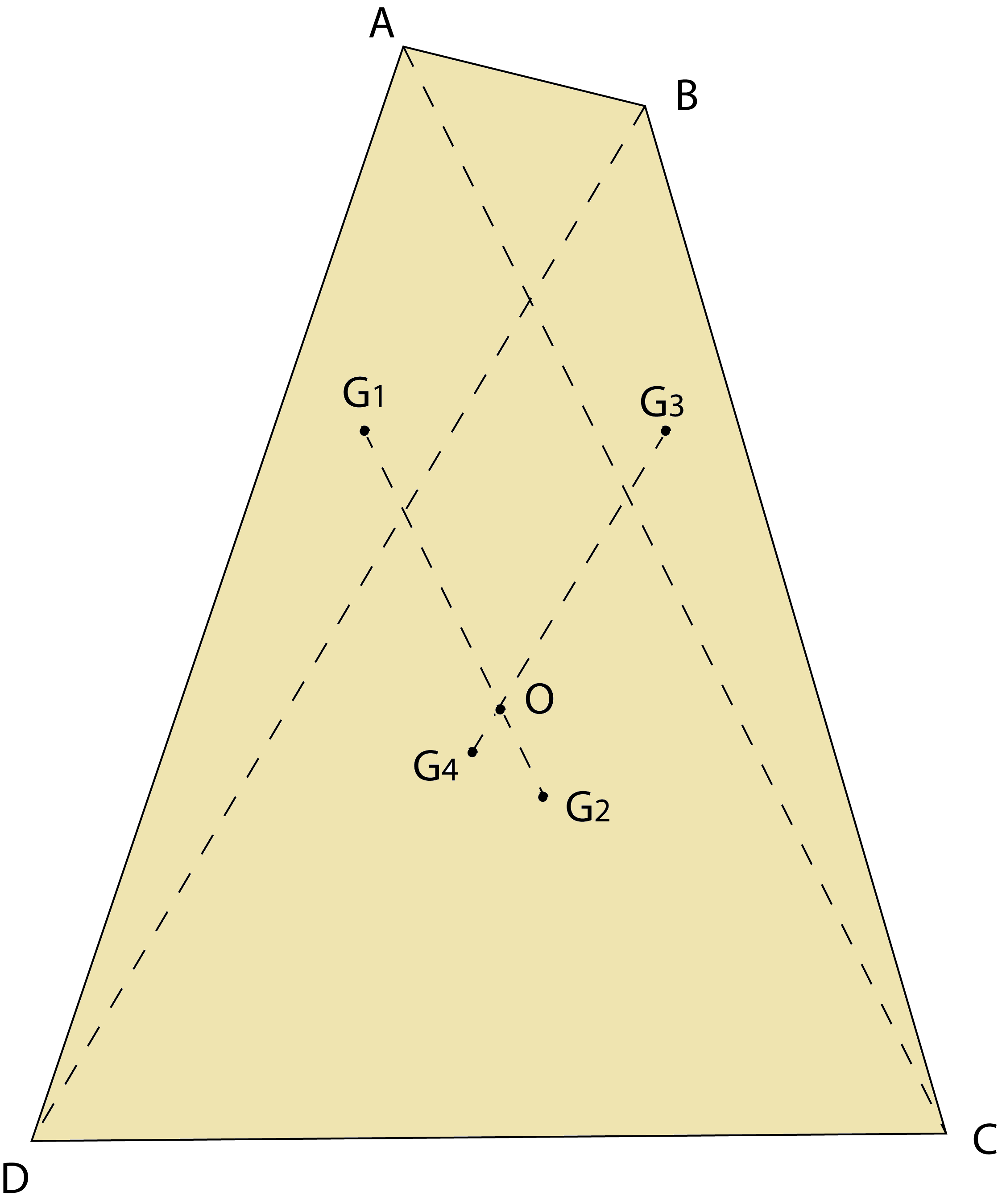

## Théorème de Wittenbauer
Dans le cas d'un quadrilatère non croisé, le centre de masse du quadrilatère considéré comme une plaque homogène coïncide avec le centre du parallélogramme de Wittenbauer.

### Démonstration dans le cas d'un quadrilatère convexe.
La diagonale [BD] du quadrilatère découpe deux triangles dont les centres de gravité G1 et G2 sont aussi les centres de masse des plaques triangulaires homogènes associées. Le centre de masse du quadrilatère se trouve donc sur la droite (G1 G2), donc aussi sur la droite (G3 G4) joignant les centres de gravité des triangles découpés par l’autre diagonale : le centre de masse du quadrilatère est le point d'intersection de ces deux droites, et montrons que c'est aussi le centre O du parallélogramme de Wittenbauer

Parallélogramme et triangle de même centre de gravité

Le principe de la démonstration réside dans l'observation suivante : dans la figure ci-contre, le centre de gravité G1 du triangle ABD est confondu avec le centre du parallélogramme PP'S'S. En effet, G1 est situé au milieu du segment [MN] qui se trouve être aussi une médiane du parallélogramme PP'S'S. De même, le centre du parallélogramme P'QRS' est le centre de gravité G2 de BCD. Comme le centre O du parallélogramme se trouve sur la droite (G1 G2), donc aussi sur la droite  (G3 G4) , le centre de masse du quadrilatère est le centre O du parallélogramme.

## Sources
- (en) « Wittenbauer theorem », dans Michiel Hazewinkel, Encyclopædia of Mathematics, Springer, 2002 (ISBN 978-1556080104, lire en ligne)
- (en) Eric W. Weisstein, « Wittenbauer's Parallelogram », sur MathWorld
- (en) Eric W. Weisstein, « Wittenbauer's Theorem », sur MathWorld
- Parallélogramme de Wittenbauer, activité TICE proposée par l'IREM de Lille